# Los Laureles (Argentina)
Los Laureles es una comuna situada en el noreste de la provincia de Santa Fe (Argentina), departamento General Obligado, a 300 km de la capital provincial.
Se encuentra sobre la ruta provincial N.º 1 pavimentada, que conecta al sur con la capital de la provincia y al norte con Reconquista, ciudad cabecera del mismo departamento, y con la Ruta Nacional N.o 11, a la que se puede acceder por varios caminos comunales.

## Población
Cuenta con 1,519 habitantes (Indec, 2010), lo que representa un descenso del 11,4% frente a los 1,716 habitantes (Indec, 2001) del censo anterior.
| Gráfica de evolución demográfica de Los Laureles entre 1991 y 2010 |
|                                                                    |
| Fuente: Censos nacionales del INDEC                                |

## Creación de la comuna
- 13 de noviembre de 1964

## Economía
Es un importante centro productivo, con cultivos como el del girasol, la caña de azúcar, el algodón y la soja. En ganadería, posee praderas aptas para el engorde y la cría de ganado bovino. Junto a la incipiente actividad industrial apícola, son la columna del crecimiento económico y social de esta localidad santafesina.